# Ларсон, Кайл
Кайл Мията Ларсон (родился в Сакраменто, Калифорния, 31 июля 1992 года) — американский профессиональный автогонщик, участвовавший в серии кубков NASCAR. Чемпион NASCAR Cup Series 2021 года.
Ларсон присоединился к команде Chip Ganassi Racing с сезона 2014 года до начала сезона 2020 года на машине № 42. В этой команде он одержал девять побед в гонках.
Был отстранен от гонок в серии NASCAR, а затем уволен из команды Ганасси в апреле 2020 года из-за инцидента с расистским высказыванием в виртуальной гонке.
NASCAR восстановило статус Ларсона в октябре 2020 года. Начиная с сезона 2021 года он выступал в команде Hendrick Motorsports на машине № 5. Стал чемпионом в первом же сезоне за Hendrick Motorsports, одержав 10 побед в 36 гонках сезона 2021.